# Kreuzattaschenbecken
Kreuzattaschenbecken sind bronzene Becken oder Kessel der Urnenfelderzeit und Hallstattzeit. Sie wurden wohl bei kultischen Anlässen verwendet, um darin enthaltene berauschende Flüssigkeiten innerhalb einer ausgewählten Gruppe zu sich zu nehmen. Ihren Namen erhielten sie wegen der kreuzförmigen Aufhängeösen für die beiden Henkel, den Attaschen die fast ausschließlich paarweise miteinander verbunden oder getrennt liegend nebeneinander am Kesselrand angebracht wurden. Die zeitliche Zugehörigkeit der Kreuzattaschenbecken ist die Bronzezeit, genauer betrachtet die Urnenfelder- und die Hallstattzeit bis Stufe C1/2. 

## Typologie
Grundlegend können drei Gruppen innerhalb der Kreuzattaschenbecken voneinander unterschieden werden, die sich in Bezug auf ihre spezifischen Alleinstellungsmerkmale von den anderen Gruppen Abgrenzen. Die bis heute gültige Einteilung und Unterscheidung erfolgte zum Großteil durch Gero von Merhart. Die Gruppen A, B1, B2a, B2b und C sind generell nicht zur selben Zeit in Umlauf und Gebrauch, belegen aber teilweise analoge Verbreitungsgebiete. Die zeitliche Zuordnung erfolgt über die Beifunde und die Art der auf den Bronzebecken angebrachten Verzierungen und Muster. 

## Herstellung
Der 1916 in Radewell gefundene Kreuzattaschenkessel stammt aus Siebenbürgen. Vergleichsfunde datieren den Kessel ins frühe 9. Jahrhundert v. Chr. Sein Herstellungsgebiet gehört zum ostungarischen Werkstattgebiet. Im 11. Jahrhundert v. Chr. entstehen dort die ersten Kessel, die noch dreieckige Attaschen aufweisen. Die Toreutik entfaltet im 10. Jahrhundert v. Chr. in Ostungarn ihren Höhepunkt mit der Herstellung von verzierten Eimern und den Frühformen der Kreuzattaschenbecken mit sogenannten Zwillingsattaschen. Um 900 v. Chr. drangen Reiternomaden ins Karpatenbecken ein und brachten die blühende spätbronzezeitliche Kultur zum Erliegen. Einer der letzten Hortfunde dieser Art stammt aus Prügy in Ungarn. Der Hort enthielt einen Kessel wie den aus Radewell, dessen Attaschen aber Vogelform haben. Die Tradition der Gefäßtoreutik wird dann einerseits im Ostalpenraum (Slowenien, Istrien) und in Italien und andererseits im Ostseegebiet fortgesetzt.

## Kontext
Der Befund, der den Kessel mit einem Pferdeskelett in Verbindung bringt, rückt ihn in einen kultischen Kontext: Vielleicht wurde er in einer Kultgrube deponiert? Der Befund wiederholt sich beim goldenen »Eidring« aus Schneidlingen. 